# Shailo 2: De nieuwe avonturen van Shailo
Shailo 2: De nieuwe avonturen van Shailo is een Amerikaanse speelfilm uit 1999. De film is gebaseerd op het boek van Phyllis Reynolds Naylor. 

## Verhaal
De beagle Shailo woont alweer enkele jaren bij de familie Preston en zijn vindingrijke baasje Marty Preston. Hij heeft de beagle destijds gekregen via een contract met de vorige eigenaar Judd Travers, maar deze wil hierop terugkomen omdat dit contract niet geldig zou zijn volgens de wet: er moest immers een getuige voor tekenen en verklaren dat hij bij het sluiten van de overeenkomst aanwezig was. Dit was niet gebeurd, dus eist Judd nu de beagle terug. 
Als Judd Travers op een zaterdagavond dronken is, rijdt hij met zijn truck een ravijn in en door geblaf van Shailo wordt uiteindelijk zijn leven gered. Dit zet hem aan het denken en hij betert zijn leven. 

## Rolverdeling
| Acteur           | Personage               |
| ---------------- | ----------------------- |
| Michael Moriarty | Raymond "Ray" Preston   |
| Scott Wilson     | Judd Travers            |
| Zachary Browne   | Martin "Marty" Preston  |
| Ann Dowd         | Louise "Lou" Preston    |
| Caitlin Wachs    | Dara Lynn Preston       |
| Rachel David     | Rebecca "Becky" Preston |
| Rod Steiger      | Doc Wallace             |
| Bonnie Bartlett  | Mrs. Wallace            |
| Marissa Leigh    | Samantha "Sam" Wallace  |
| Joe Pichler      | David Howard            |
| Frannie          | Shiloh                  |
| John Short       | Mr. Howard              |